# Cefalotina
A Cefalotina é um antibiótico do grupo das cefalosporinas da primeira geração. Possui ação bactericida e atua através da inibição da síntese da parede celular bacteriana. É utilizada em infecções do trato respiratório, infecções da pele e tecidos moles, infecções do trato genitourinário, sepse, infecções gastrintestinais, meningite e infecções ósseas e articulares.